# Alessandro Mazzola (1969)
Alessandro Mazzola, detto Sandro (Varese, 15 giugno 1969), è un dirigente sportivo ed ex calciatore italiano, di ruolo centrocampista, team manager del Verona.

## Caratteristiche tecniche
Mazzola è stato un mediano con doti prevalentemente difensive, impiegato per lo più in copertura, interdizione o con compiti di regia arretrata. Raramente si spingeva in attacco, per non lasciare incustodita la zona di competenza.

## Carriera
Cresciuto nel vivaio dell'Unione Sportiva Malnatese, nel 1982 viene selezionato dalla Pro Patria con cui esordisce come professionista nel 1985-1986 (una presenza in Serie C2) e in seguito passa al settore giovanile del Torino. Nel 1987-1988 inizia un lungo legame col Varese con cui gioca cinque stagioni tra Serie C1 e Serie C2. Nel 1992 passa al Catanzaro, appena retrocesso Serie C2, e vi rimane per due stagioni.
All'inizio della terza, dopo 4 presenze in Calabria viene ingaggiato dalla Reggiana, militante nel campionato di Serie A 1994-1995; esordisce nella massima serie il 27 novembre 1994, nello 0-0 interno contro il Cagliari. La squadra granata retrocede in Serie B, ma l'anno successivo torna in Serie A, con Mazzola titolare a centrocampo. Dopo una nuova retrocessione, nel 1997 si trasferisce al Piacenza, dove resta per tre stagioni di Serie A ottenendo due salvezze (1998 e 1999) e indossando la fascia di capitano a partire dalla stagione 1998-1999.
In scadenza di contratto, si trasferisce al Verona, dove rimane dal 2000-2001 al 2006-2007; bloccato inizialmente da diversi infortuni, a partire dalla stagione 2003-2004 diventa titolare nel centrocampo veronese. Nel 2007-2008, dopo 555 presenze in campionato da professionista, di cui 157 in Serie A, e 12 reti, firma con il Lugano, squadra della Challenge League. Vi rimane per due stagioni, e nel 2009 torna in Italia, per concludere la carriera nelle file del Domegliara, in Serie D.

## Statistiche

### Presenze e reti nei club
| Stagione         | Squadra          | Campionato       | Campionato | Campionato | Coppe nazionali | Coppe nazionali | Coppe nazionali | Totale | Totale |
| Stagione         | Squadra          | Comp             | Pres       | Reti       | Comp            | Pres            | Reti            | Pres   | Reti   |
| ---------------- | ---------------- | ---------------- | ---------- | ---------- | --------------- | --------------- | --------------- | ------ | ------ |
| 1985-1986        | Pro Patria       | C2               | 1          | 0          | CI-C            | X               | X               | X      | X      |
| 1986-1987        | Torino           | A                | 0          | 0          | CI              | X               | X               | X      | X      |
| 1987-1988        | Varese           | C2               | 30         | 1          | CI-C            | X               | X               | X      | X      |
| 1988-1989        | Varese           | C2               | 23         | 0          | CI-C            | X               | X               | X      | X      |
| 1989-1990        | Varese           | C2               | 21         | 0          | CI-C            | X               | X               | X      | X      |
| 1990-1991        | Varese           | C1               | 25         | 2          | CI-C            | X               | X               | X      | X      |
| 1991-1992        | Varese           | C2               | 34         | 1          | CI-C            | X               | X               | X      | X      |
| Totale Varese    | Totale Varese    | Totale Varese    | 133        | 4          |                 | X               | X               | X      | X      |
| 1992-1993        | Catanzaro        | C2               | 31         | 2          | CI-C            | X               | X               | X      | X      |
| 1993-1994        | Catanzaro        | C2               | 27         | 1          | CI-C            | X               | X               | X      | X      |
| ago.-set. 1994   | Catanzaro        | C2               | 4          | 0          | CI-C            | X               | X               | X      | X      |
| Totale Catanzaro | Totale Catanzaro | Totale Catanzaro | 62         | 3          |                 | X               | X               | X      | X      |
| set. 1994-1995   | Reggiana         | A                | 13         | 0          | CI              | X               | X               | X      | X      |
| 1995-1996        | Reggiana         | B                | 30         | 1          | CI              | X               | X               | X      | X      |
| 1996-1997        | Reggiana         | A                | 31         | 0          | CI              | X               | X               | X      | X      |
| Totale Reggiana  | Totale Reggiana  | Totale Reggiana  | 74         | 1          |                 | X               | X               | X      | X      |
| 1997-1998        | Piacenza         | A                | 30         | 0          | CI              | 4               | 0               | 34     | 0      |
| 1998-1999        | Piacenza         | A                | 31         | 1          | CI              | 1               | 0               | 32     | 1      |
| 1999-2000        | Piacenza         | A                | 21         | 0          | CI              | 3               | 0               | 24     | 0      |
| Totale Piacenza  | Totale Piacenza  | Totale Piacenza  | 82         | 1          |                 | 8               | 0               | 90     | 1      |
| 2000-2001        | Verona           | A                | 14         | 0          | CI              | 2               | 1               | 16     | 1      |
| 2001-2002        | Verona           | A                | 17         | 0          | CI              | 2               | 0               | 19     | 0      |
| 2002-2003        | Verona           | B                | 29         | 0          | CI              | 1               | 0               | 30     | 0      |
| 2003-2004        | Verona           | B                | 40         | 3          | CI              | 1               | 0               | 41     | 3      |
| 2004-2005        | Verona           | B                | 39         | 0          | CI              | 3               | 0               | 42     | 0      |
| 2005-2006        | Verona           | B                | 37         | 0          | CI              | 2               | 0               | 34     | 0      |
| 2006-2007        | Verona           | B                | 27         | 0          | CI              | 1               | 0               | 28     | 0      |
| Totale Verona    | Totale Verona    | Totale Verona    | 203        | 3          |                 | 12              | 1               | 215    | 3      |
| 2007-2008        | Lugano           | CL               | 23         | 0          | CS              | ?               | ?               | 23+    | 0+     |
| 2008-2009        | Lugano           | CL               | 0          | 0          | CS              | 0               | 0               | 0      | 0      |
| Totale Lugano    | Totale Lugano    | Totale Lugano    | 23         | 0          |                 | 0+              | 0+              | 23+    | 0+     |
| 2009-2010        | Domegliara       | D                | 27         | 0          | CI-D            | ?               | ?               | 27+    | 0+     |
| Totale carriera  | Totale carriera  | Totale carriera  | 578+       | 12+        |                 | 20+             | 1+              | 608+   | 13+    |

## Palmarès

### Competizioni nazionali
- Campionato italiano Serie C2: 1

Varese: 1989-1990 (girone B)